# Сурселе
Сурселе (швед. Sorsele) — містечко (tätort, міське поселення) у північній Швеції в лені  Вестерботтен. Адміністративний центр комуни Сурселе.

## Географія
Містечко знаходиться у північній частині лена  Вестерботтен за 680 км на північ від Стокгольма.

## Історія
Сорселе є найближчим містом до гірськолижного курорту Наловардо. Він відомий також тим, що включає в свої межі частину природного заповідника Віндельф'єллен (Vindelfjällen), одного з найбільших заповідників у Швеції.

## Населення
Населення становить 1 168 мешканців (2018).

## Спорт
У поселенні базується футбольний клуб Сурселе ІФ та кілька інших спортивних організацій.

## Галерея

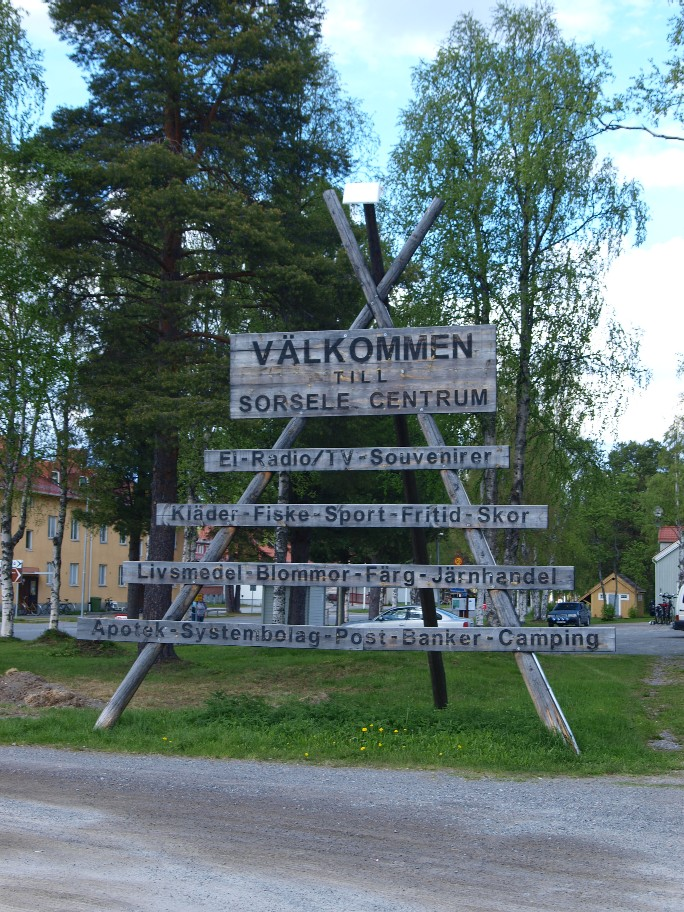
У центрі містечка
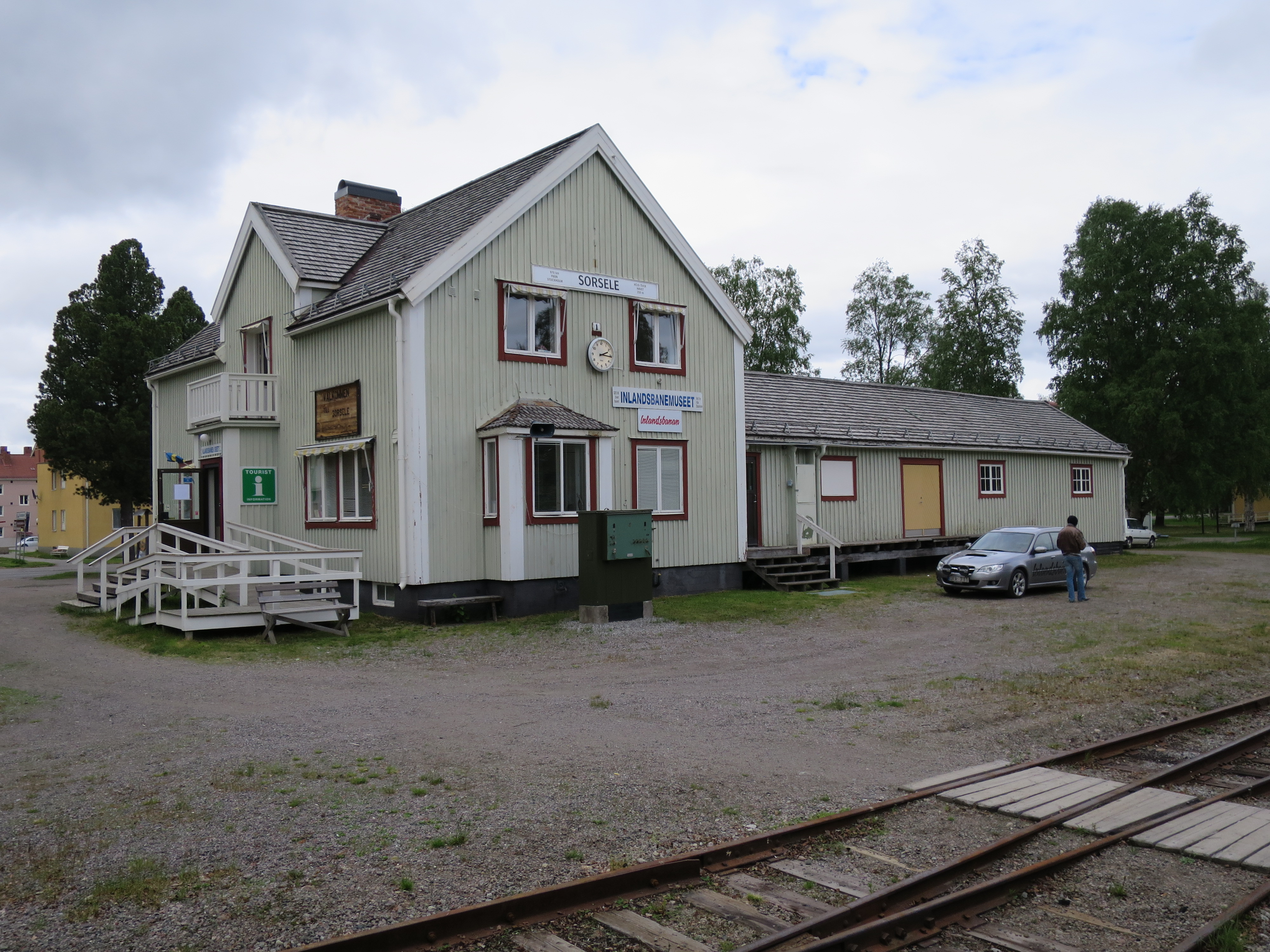
Колишня залізнична станція, тепер музей
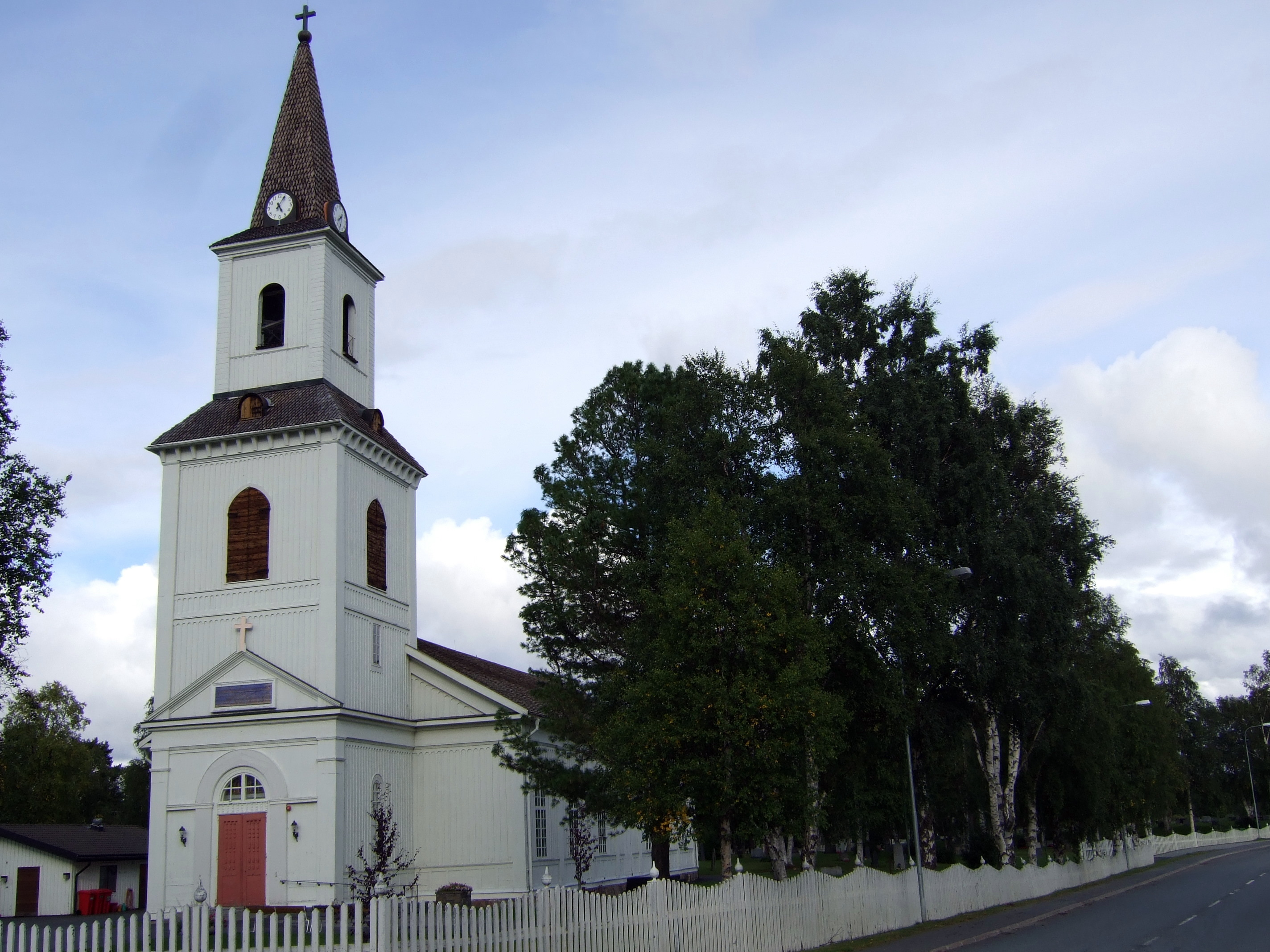
Церква
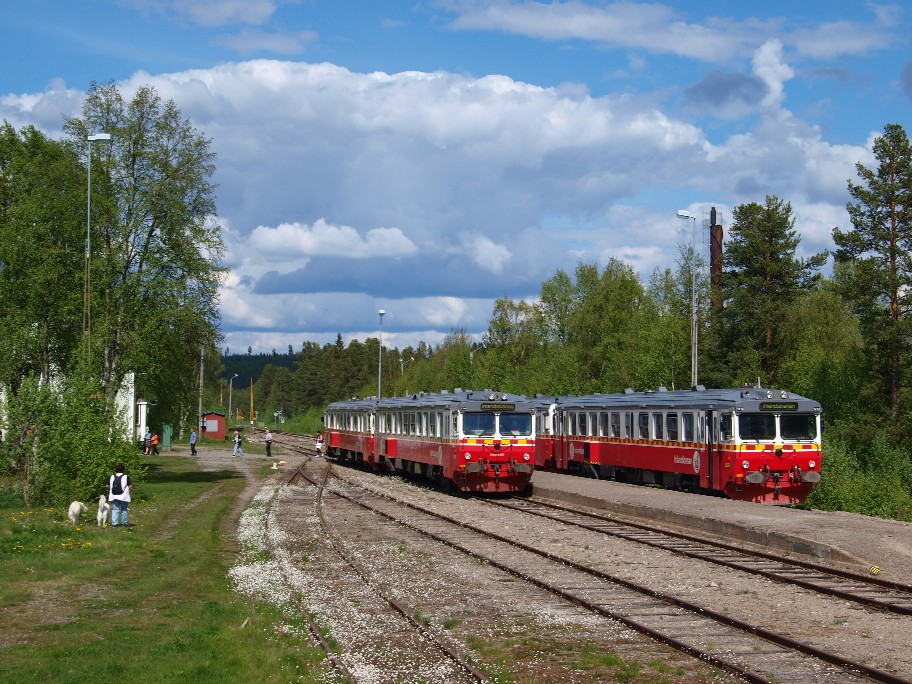
Потяги

## Покликання
- Сайт комуни Сурселе